# Пьер Коран
Пьер Коран (фр. Pierre Coran, настоящее имя Эжен Делесс, фр. Eugène Delaisse; род. 1934, Монс) — бельгийский поэт, эссеист и прозаик-романист, пишущий на французском языке. Живёт вместе со своей женой в небольшой деревне Эрбизёль в провинции Эно. Его имя присвоено начальной школе в г. Монс.

## Биография
Свои первые рифмованные тексты сочинил в возрасте 9 лет. Позднее он стал преподавателем, директором школы, затем профессором истории литературы в Королевской консерватории Монса (fr:Conservatoire royal de Mons).
По мере того, как выходили всё новые его книги, он выбрал литературу для детей и подростков как своё приоритетное направление, начиная с 1989 н., когда он получил в Париже Гран-при поэзии для подростков.
Отец писателя Карла Норака (fr:Carl Norac).